# ブタニェレラ県
ブタニェレラ県（ブタニェレラけん、フランス語: Province de Butanyerera）は、ブルンジの県（州とも）。同国北部に位置し、北をルワンダ、東をブフムザ県、南をギテガ県、西をブジュンブラ県と接する。県都はンゴジ。面積は4,480平方キロメートル、人口は約253万人（2024年国勢調査）。
2023年3月16日に創設が決定し、2025年7月4日に発足した。旧行政区画ではカヤンザ県、キルンド県、ンゴジ県を合わせた領域に相当する。
旧キルンド県地域にはルウィインダ湖、コホハ湖、ルウェル湖といった湖沼がある。

## 下位行政区画
8郡（コミューン）、102地区（Zone）、790区（Coline/Quartier）に区分される。
1. ブソニ郡（英語版）
2. カヤンザ郡（英語版）
3. キレンバ郡（英語版）
4. キルンド郡（英語版）
5. マトンゴ郡（英語版）
6. ムハンガ郡（英語版）
7. ンゴジ郡（英語版）
8. タンガラ郡（英語版）

## 主要都市
- カヤンザ
- キルンド
- ンゴジ - 県都

## 出身人物
- ドミシアン・ンダイゼイエ - ブルンジ第8代大統領